# Aufidus nilgiriensis
Aufidus nilgiriensis är en insektsart som beskrevs av Victor Lallemand 1927. Aufidus nilgiriensis ingår i släktet Aufidus och familjen spottstritar. Inga underarter finns listade i Catalogue of Life.